# Musée national de la Marine de Paris
Pour les articles homonymes, voir Musée national de la Marine.
Le musée national de la Marine de Paris est un musée maritime. Il fait partie du réseau du musée national de la Marine, implanté à Brest, Paris, Port-Louis, Rochefort et Toulon.
Il est installé depuis 1943 dans l'aile Passy du palais de Chaillot à Paris, et traite aujourd’hui de toutes les marines à travers ses collections et ses expositions temporaires.

## Origines et histoire du musée

### Les salles de Marine au Louvre
Le musée national de la Marine est issu d'une collection offerte au roi Louis XV par Henri Louis Duhamel du Monceau. Cette collection est installée au Louvre, d'abord avec une salle dédiée aux objets d'art naval, dite la salle de marine ouverte entre 1752 à 1793 et destinée à l'instruction des élèves de l'école d'ingénieurs-constructeurs.  
Il faut attendre 1827 pour que les collections soient de nouveau exposées et enrichies, avec la création du musée Dauphin au Louvre. Il change de nom en 1830 et devient le musée Naval.
En 1919, le musée est rattaché au ministère de la Marine et devient le musée de la Marine.

### Installation au palais de Chaillot
Le musée bénéficie du programme architectural de l'Exposition universelle de 1937, qui prévoit la construction des palais de Chaillot, Tokyo et d'Iéna, destinés à accueillir plusieurs musées. Le musée de la Marine doit ainsi partager l'aile de Passy du palais de Chaillot avec le tout nouveau musée de l'Homme.
Les collections rejoignent progressivement le palais de Chaillot à partir de 1939 et le musée ouvre ses portes en août 1943,,. Il est chargé d'assurer la conservation, la présentation et l'enrichissement de ses collections dans tous les domaines de la marine. Pour la première fois depuis le début de son histoire, il dispose d'espaces et de moyens propres, ce qui lui permet notamment d'organiser des expositions temporaires d'envergure ; la première d'entre elles, La Marine au combat, est inaugurée en décembre 1944
En 1996, le musée national de la Marine de Paris manque d’être évincé du palais de Chaillot, en raison de la création du musée des Arts premiers. Un projet de renouvellement est engagé avec en 1998 la présentation d’un projet scientifique et culturel (PSC), qui vise à renforcer la place du musée dans la scène culturelle parisienne et dans le paysage maritime français. Plusieurs expositions se font ensuite remarquer : Les marins font la mode (2009), La grande aventure des phares (2012) ou encore Mathurin Méheut (2013).

### Le musée aujourd’hui

#### Rénovations
Le projet scientifique et culturel est renouvelé en 2016, il est centré autour d’un gros chantier de rénovation du site. En 2017, le musée de la Marine de Paris ferme pour être entièrement rénové par les cabinets d'architectes Snøhetta et h2o, sous la direction de Vincent Campredon et du conservateur général Denis-Michel Boëll. Le musée est appelé à devenir le musée « du fait maritime ». Il rouvre en 2023.

#### Parcours de visite
Les rénovations se sont accompagnées du renouvellement des parcours de visites dans les collections permanentes. Ce nouveau parcours est construit en deux axes, le premier, intitulé « Les Escales », s’articule autour de quatre thématiques permettant de découvrir les œuvres et objets phares de la collection :
- Construire et instruire : les modèles – qui présente la collection de modèles réduits de bateaux et leurs intérêts techniques et historiques.
- Se repérer en mer : les arts de la navigation – qui retrace l’évolution des instruments de navigation depuis les premières cartes maritimes.
- Représenter le pouvoir : la sculpture navale – une section qui met en avant le décor sculpté de La Réale, galère ambassadrice de Louis XIV.
- Peindre pour le roi : Les Vues des ports de France de Joseph Vernet – la présentation de treize toiles de la série peinte par Joseph Vernet, qui constitue un ensemble patrimonial et artistique important.

Un second axe, « Les Traversées », développe trois thématiques liées aux enjeux maritimes passés, actuels et futurs : 
- En passant par Le Havre : les routes de la consommation – une thématique qui aborde les sujets liés aux activités en mer (routes maritimes, énergies en mer, loisirs et sports nautiques…).
- Tempêtes et naufrages – cet espace est recouvert d’un dôme représentant une grande vague, faisant découvrir la mer sous un angle sensible.
- La France, puissance navale : histoire et innovations – cette section présente les différents aspects de la Marine nationale et le développement de la marine de guerre française.

#### Projet de médiation
La rénovation du musée de la Marine a permis aux équipes de médiation d’améliorer l’accessibilité du lieu et de développer une réflexion autour de l’accessibilité universelle. De nouveaux dispositifs de médiation culturelle ont été pensés en collaboration avec des professionnels et les publics. Ils sont conçus pour tous les publics en situation de handicap, dans une approche inclusive favorisant leur usage par l’ensemble des visiteurs.
Cette démarche d’inclusion a été récompensée en juin 2024 du prix « Brest Practice », délivré par le Comité pour l’éducation et l’action culturelle du Conseil international des musées ICOM CECA. Le prix met en avant particulièrement le parcours « Essentiels », qui permet à des publics avec ou sans handicap de partager la même expérience de visite et le dispositif « La Bulle », un espace sensoriel d’apaisement, d’inspiration Snoezelen, pensé initialement pour les publics en situation de handicap mental ou ayant un trouble du spectre autistique.

## Collections
Le musée de la Marine à Paris conserve 30 000 objets et œuvres d’art, dont l'essentiel de la série des Vues des ports de France de Joseph Vernet, la poupe décorée de la galère extraordinaire La Réale de Louis XIV, des figures de proue, ainsi que 2 822 modèles de navires de toutes les époques, notamment de navires de guerre à voile des XVIIe siècle, XVIIIe siècle et XIXe siècle.

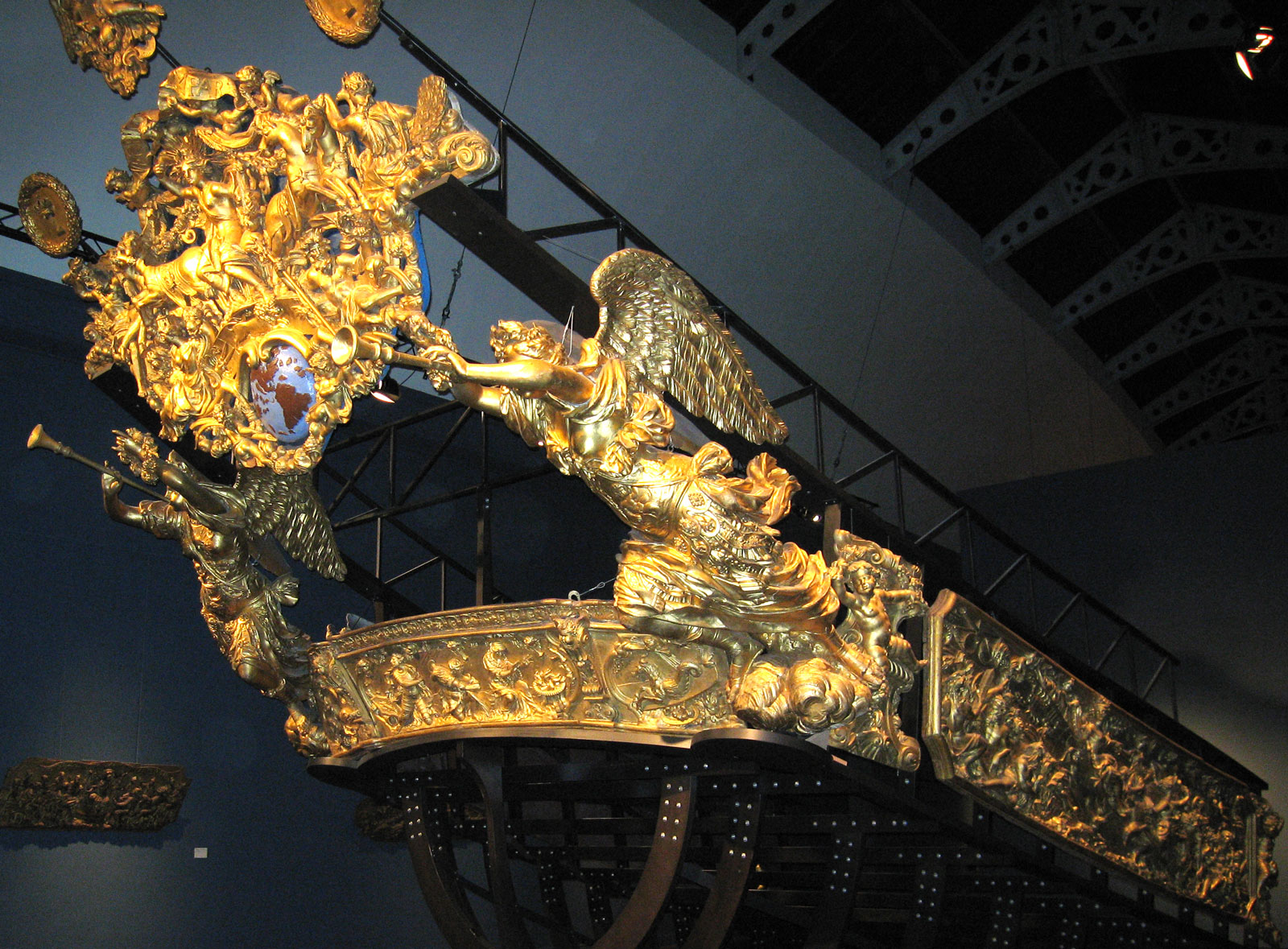
Poupe de la Réale, galère extraordinaire de Louis XIV lancée en 1694 (Inv. 37 OA 5).
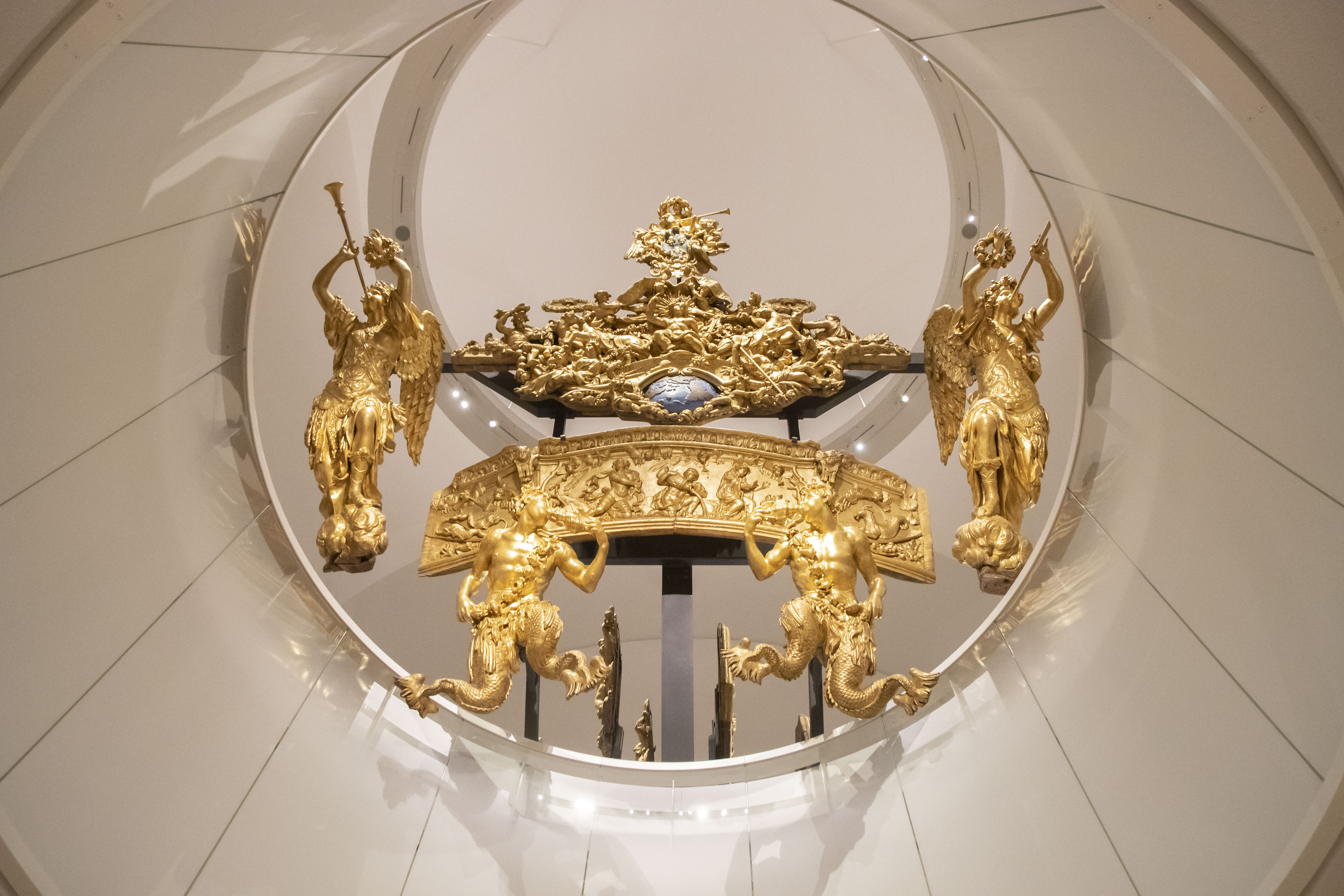
Vue du décor de la Réale depuis le niveau inférieur.
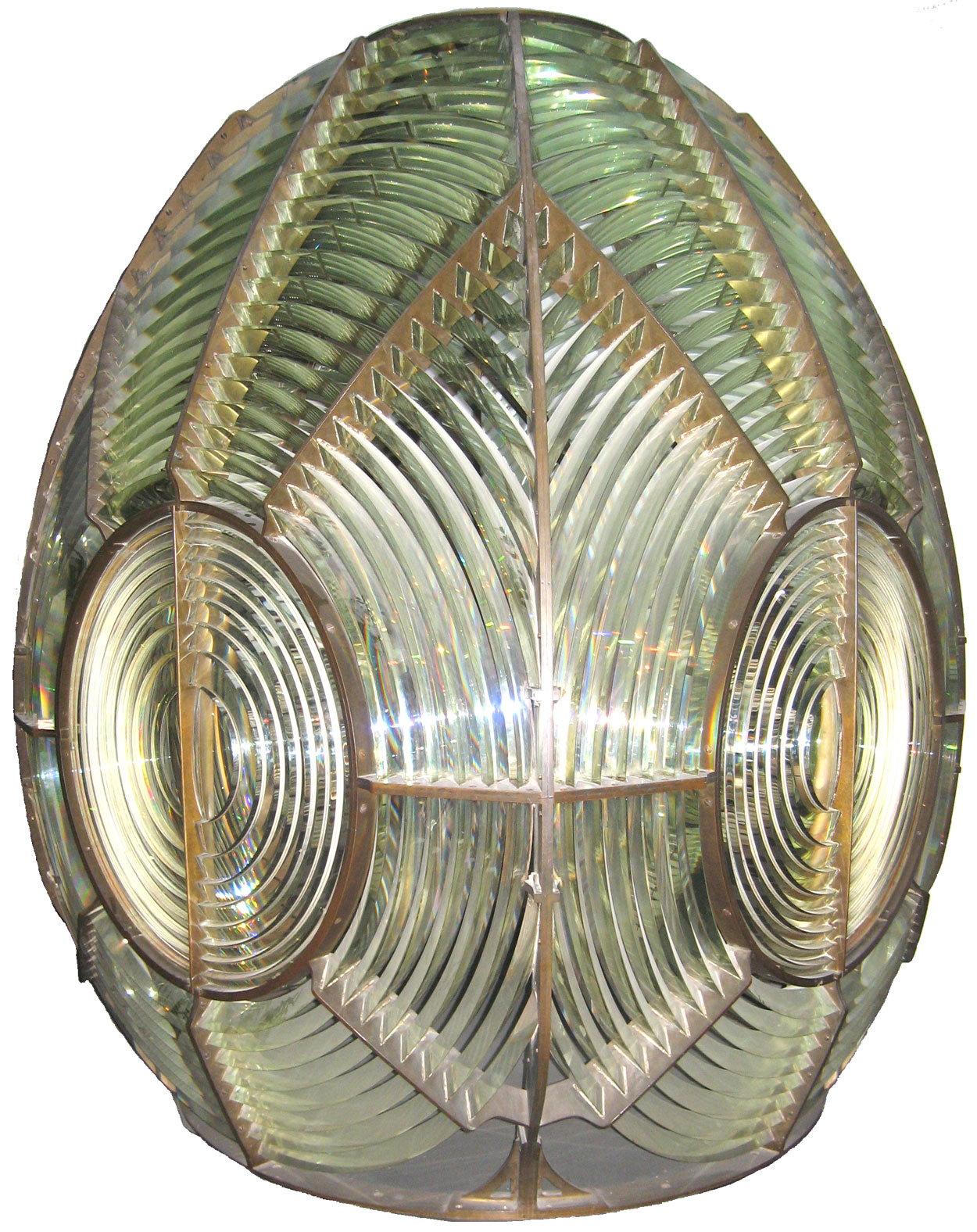
Optique de phare Fresnel, 1894 (Inv. 19 PA 51 D).
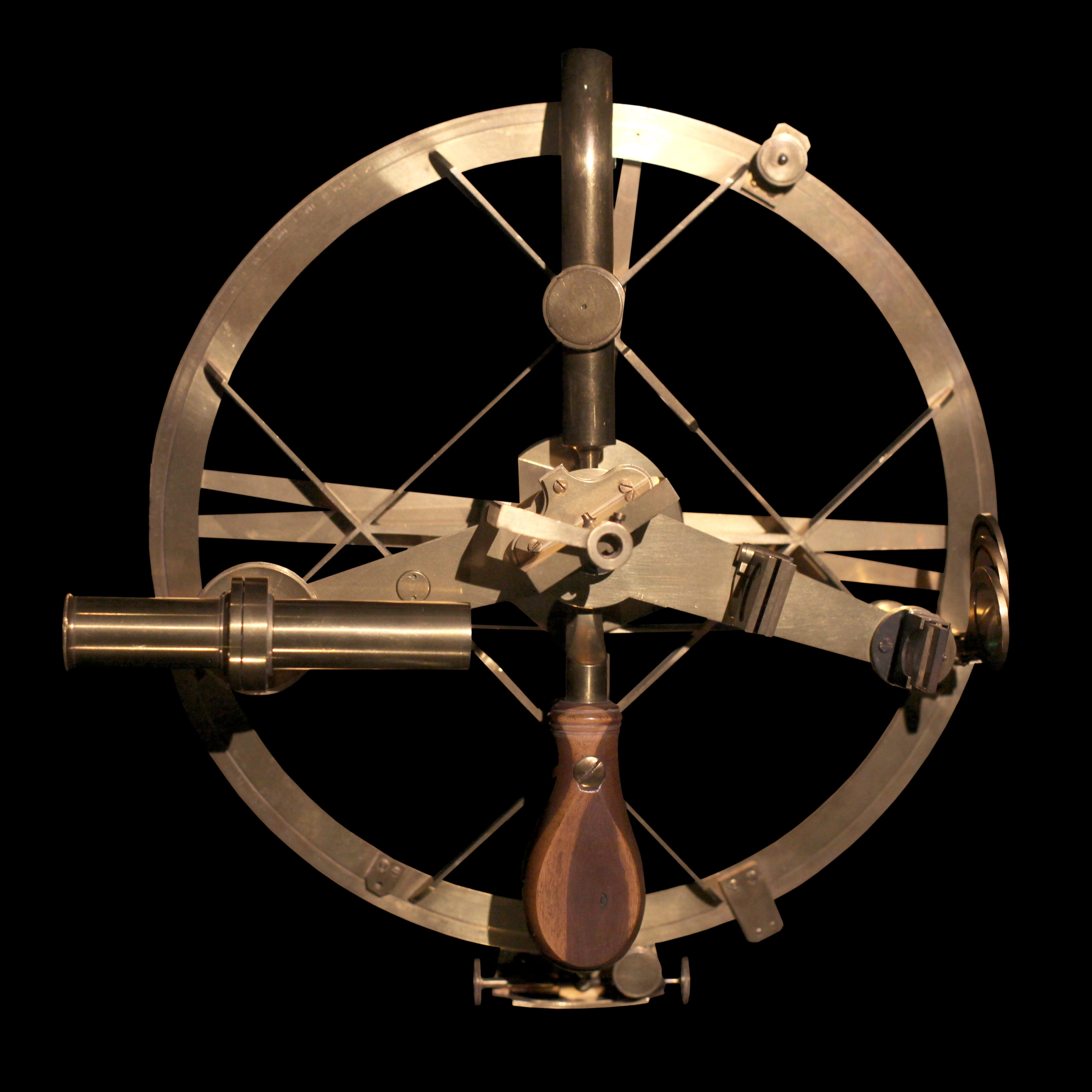
Cercle de Mendoça (Inv. 11 NA 23 *).
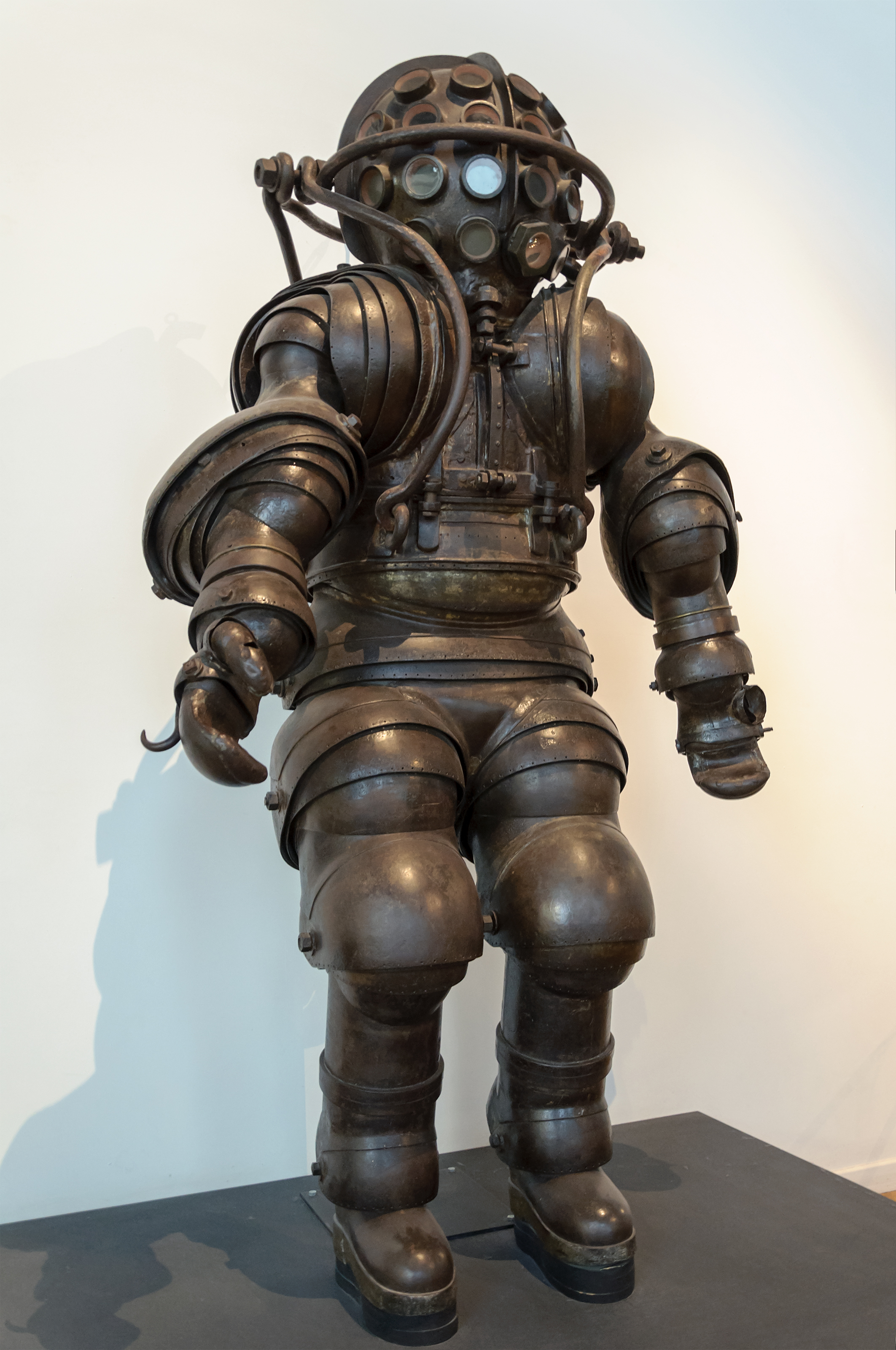
Scaphandre d'Alphonse et de Théodore Carmagnolle, 1882 (Inv. 1 PA 20).
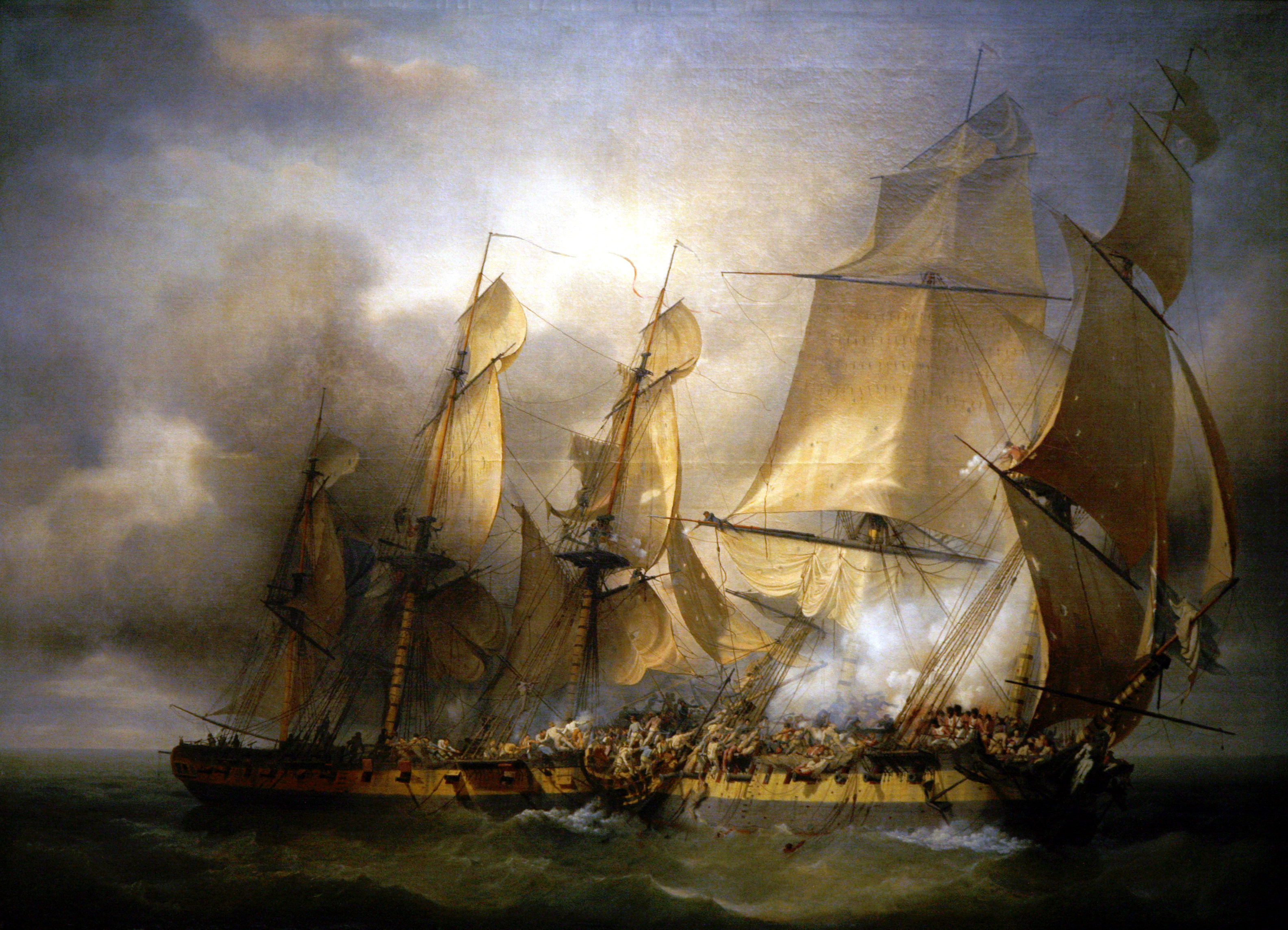
Combat de la Bayonnaise contre l'Embuscade, 1798, Louis-Philippe Crépin (Inv. 9 OA 17 D).
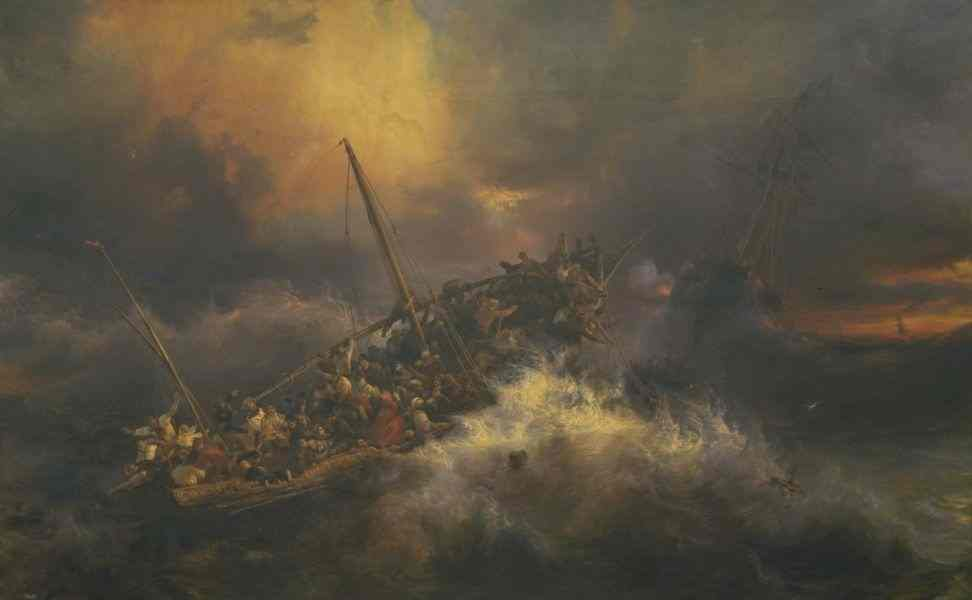
Coup de vent sur la rade d'Alger, 1831, Theodore Gudin, 1835 (Inv. 9 OA 35 D).
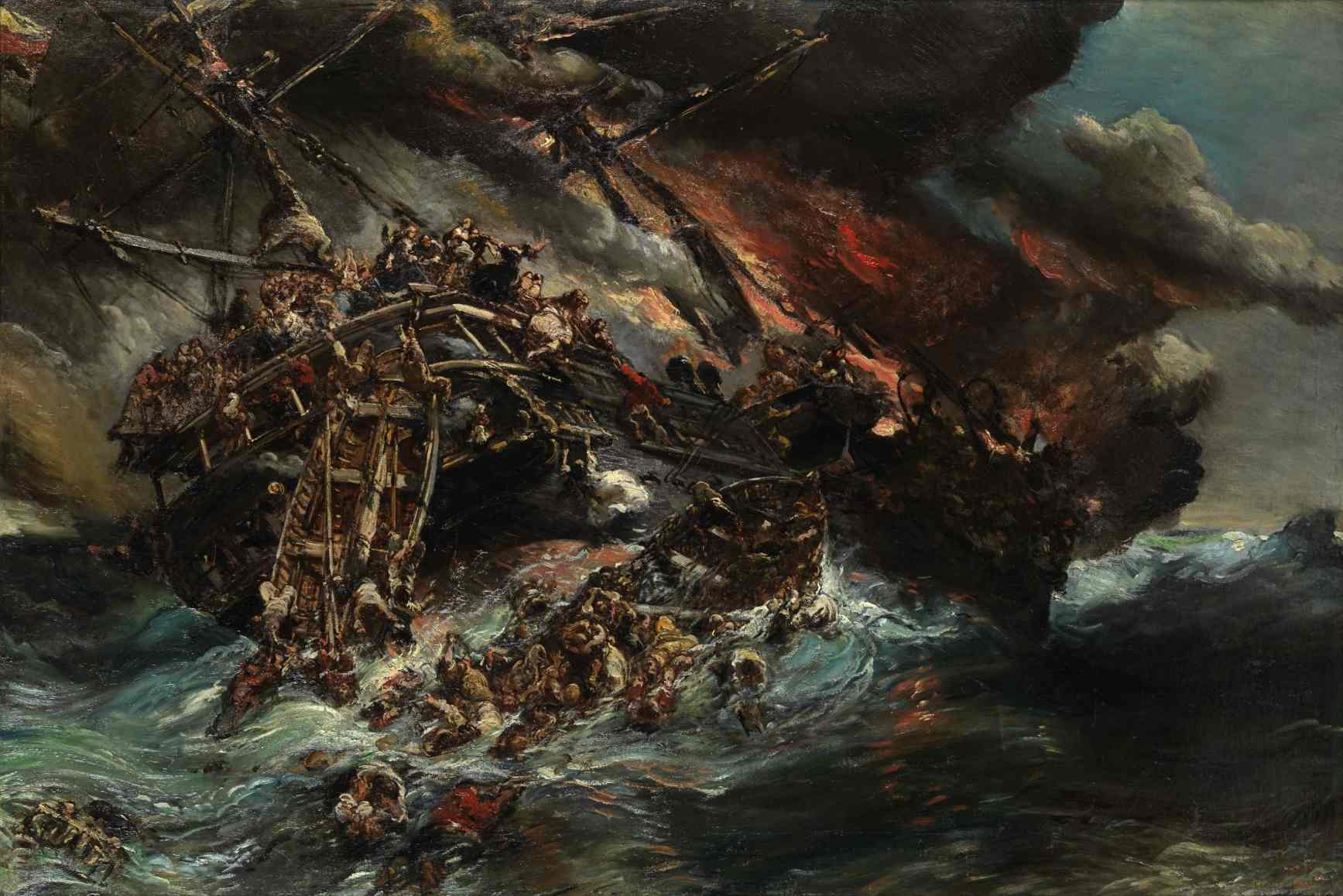
Le naufrage de l'Austria, Eugène Isabey, vers 1858 (Inv. 9 OA 98).
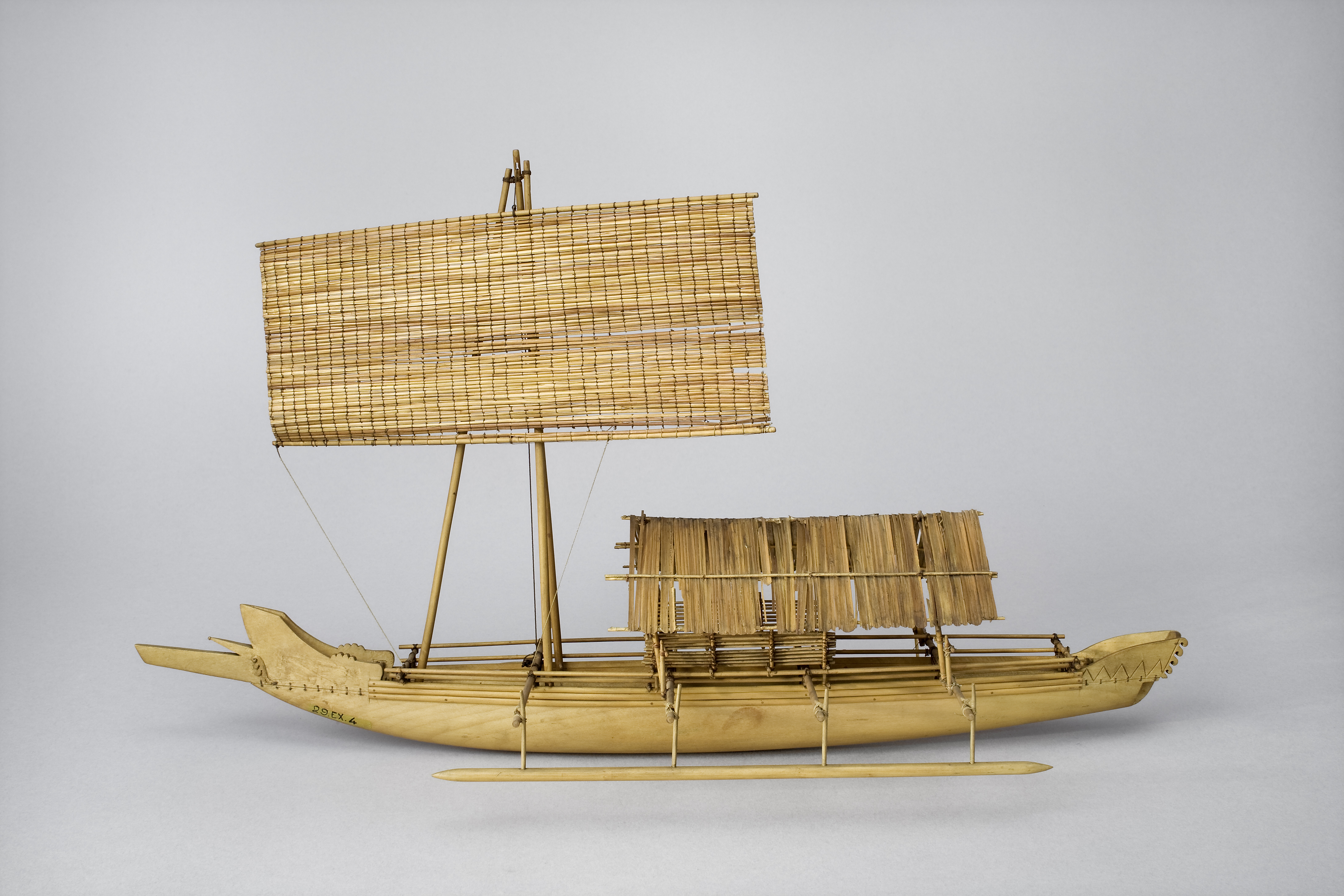
Pirogue à balancier double de Manado, Célèbes (Inv. 29 EX 4.2).
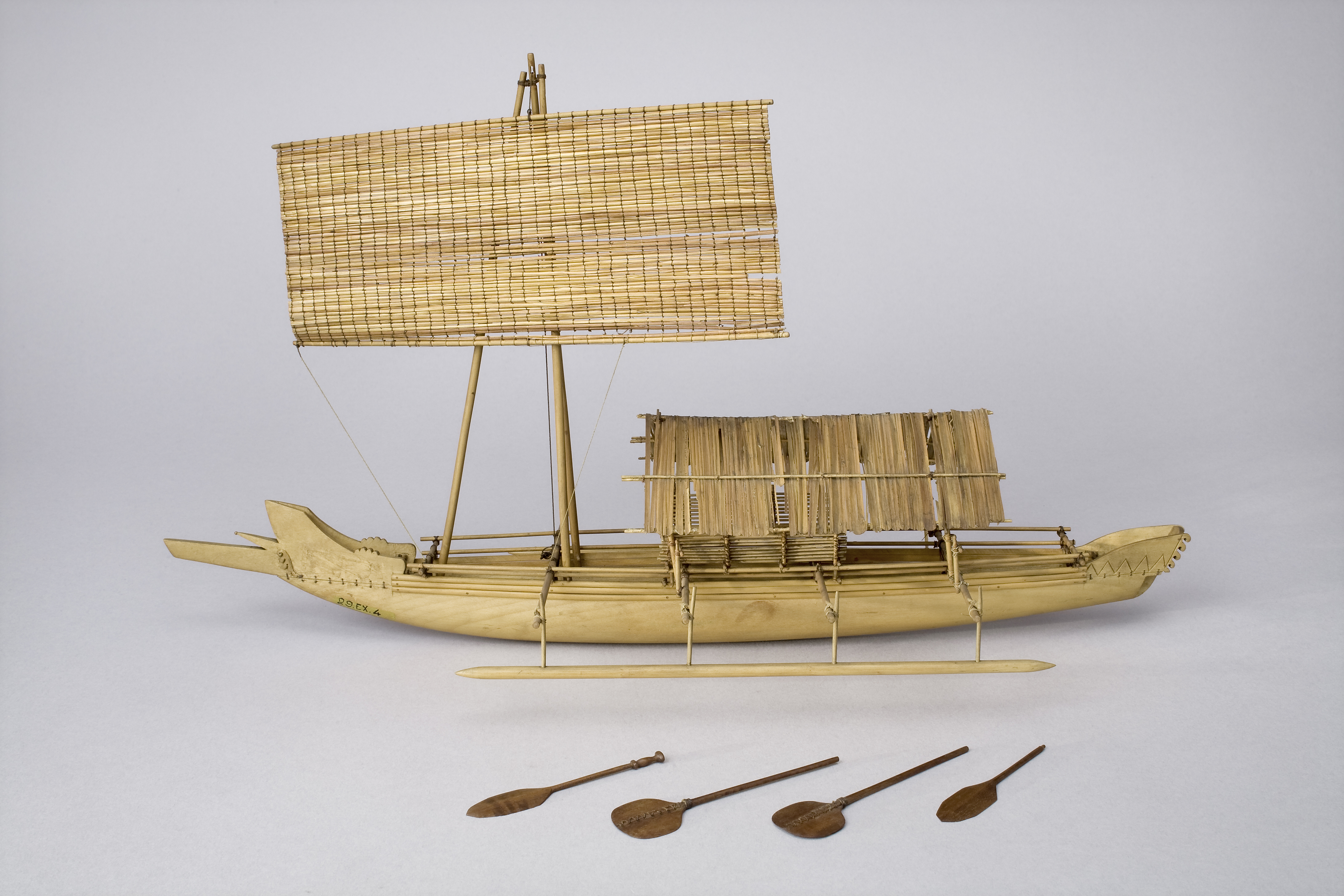
Pirogue à balancier double de Manado.
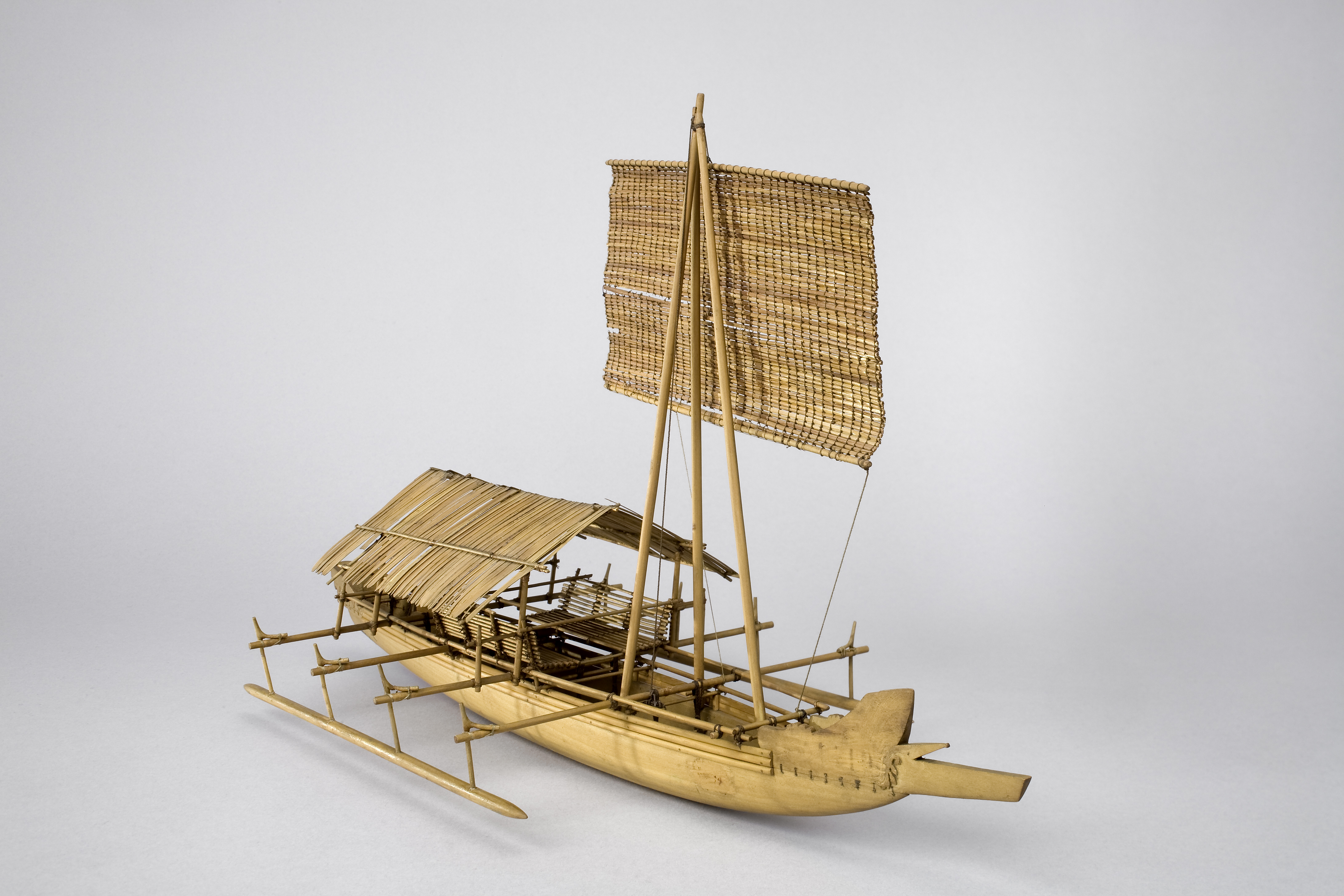
Pirogue à balancier double de Manado.
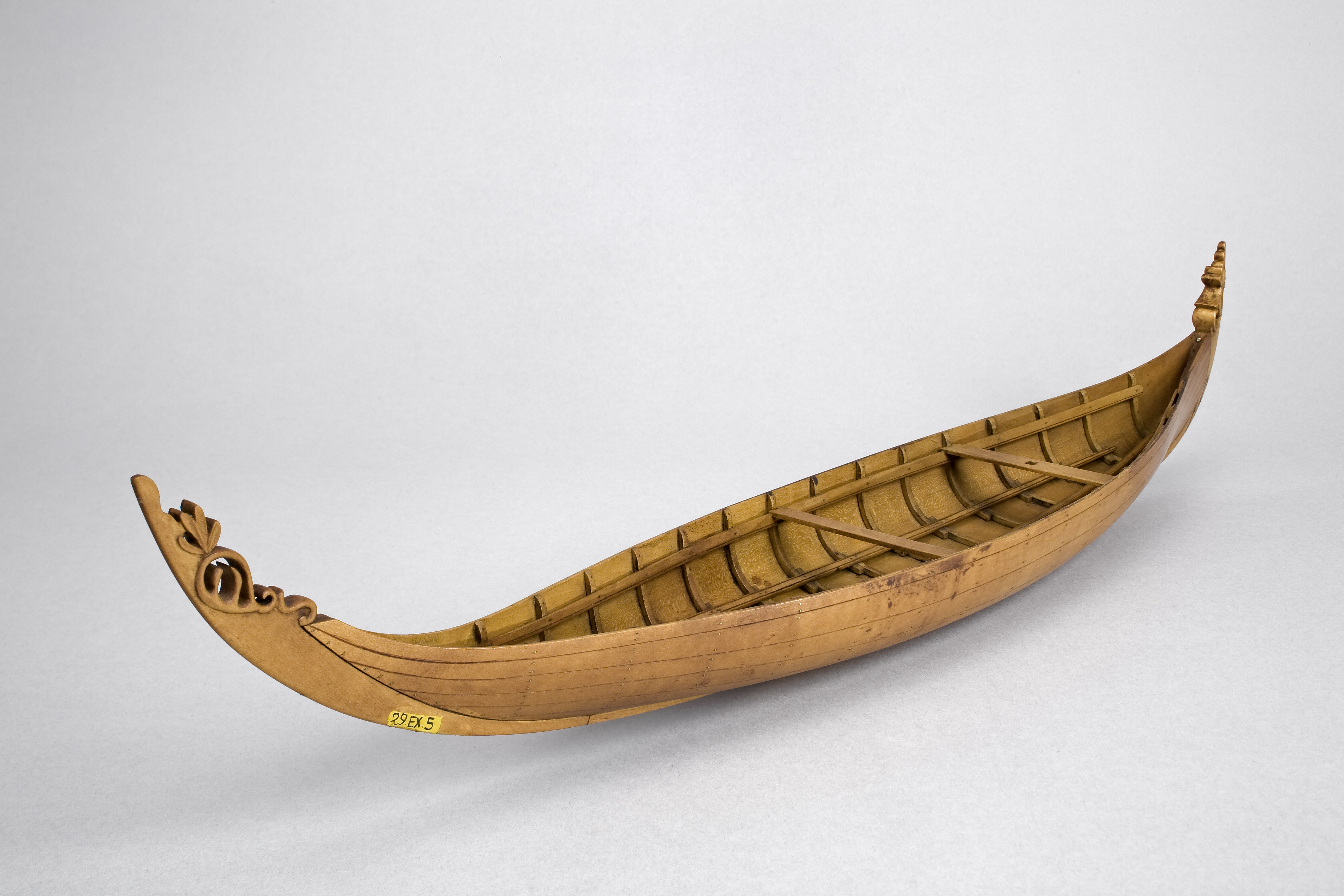
Bateau de pêche d’Amboine, archipel des Moluques (Inv. 29 EX 5).
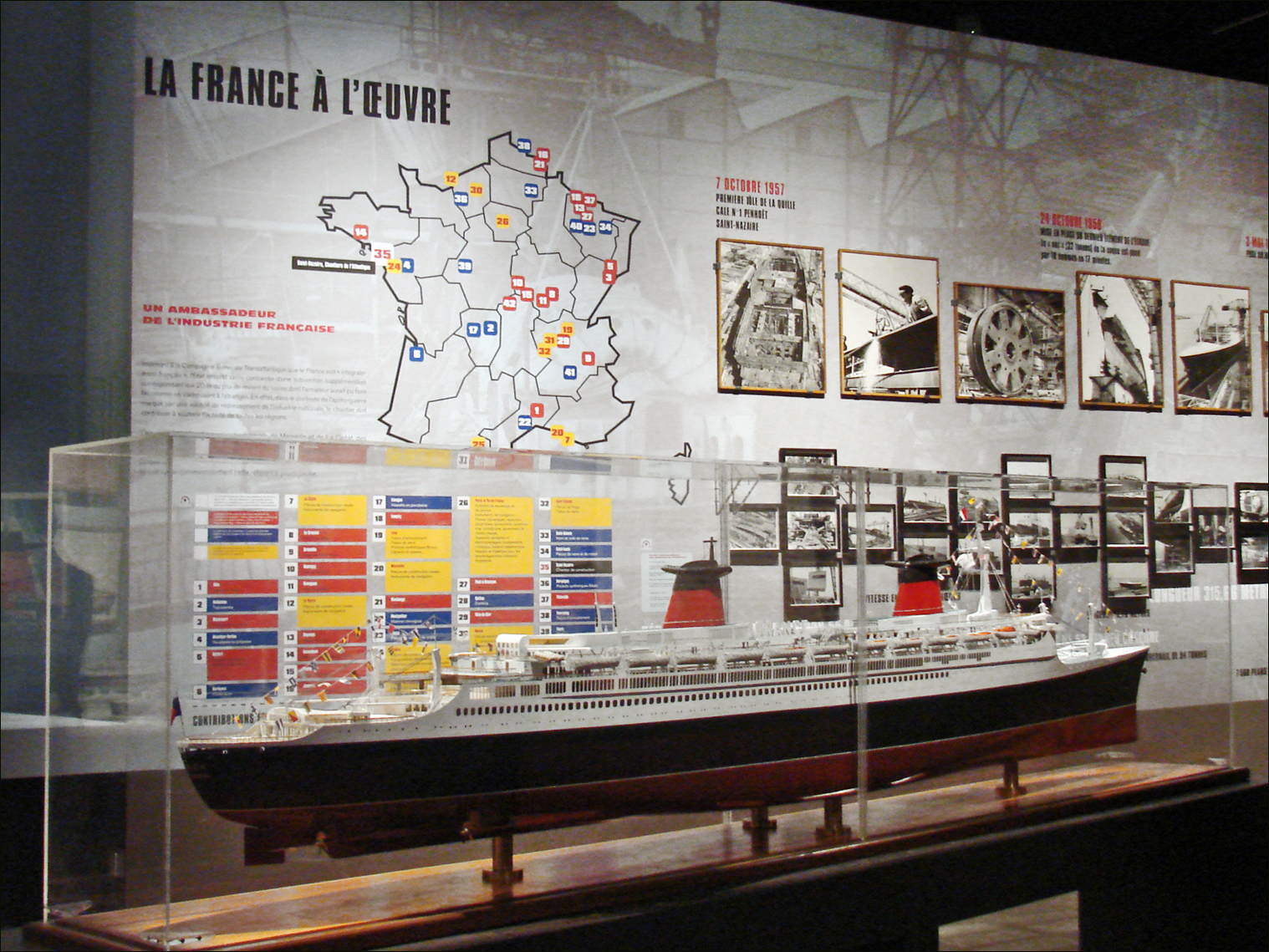
Exposition consacrée au paquebot France en 2011.

## Expositions temporaires
- Paquebot France (9 février - 23 octobre 2011)
- Phares (7 mars - 4 novembre 2012)
- Mathurin Méheut (27 février - 30 juin 2013)
- Objectif Mer : l'océan filmé (13 décembre 2023 - 5 mai 2024)
- Coupe de France – 130 ans de régate (13 janvier - 11 février 2024)
- En solitaire autour du monde (16 octobre 2024 - 2 mars 2025)